# اندیس شاخ شاخ
شاخ شاخ یک اندیس فلزی است که در حوالی شهر صائین قلعه استان آذربایجان غربی قرار دارد و مادهٔ معدنی موجود در آن، طلا است.  در این اندیس، پاراژنز‌های آنتیموان یافت می‌شوند.